# Persgletscher
Der Persgletscher (rätoromanisch Vadret Persⓘ) (rätoromanisch pers Partizip Perfekt ‚verloren‘ zu perder für ‚verlieren‘) ist ein Talgletscher in der Berninagruppe (Teil der Bernina-Alpen) im Süden des Schweizer Kantons Graubünden.

## Beschreibung
Er ist 4 km lang, im oberen Teil bis zu 1,5 km breit und bedeckt eine Fläche von ungefähr 6 km². Seinen Ausgangspunkt nimmt der Persgletscher mit zahlreichen Firnfeldern an der Nordflanke des Piz Palü, über den die Grenze zwischen Italien und der Schweiz verläuft, sowie am Piz Cambrena (3606 m). Über den firnbedeckten Pass Fuorcla Bellavista (3688 m) ist der Gletscher nach Süden mit dem Altipiano di Fellaria verbunden, einem ausgedehnten Plateaugletscher auf der italienischen Seite des Berninamassivs.
Der Persgletscher fliesst mit einer verhältnismässig geringen Neigung von 10 bis 15 % nach Norden und dreht am Südfuss des Munt Pers (3206 m) allmählich nach Westen ab. Früher mündete er hier stark zerklüftet über einen steileren Hang in den Morteratschgletscher. Im Sommer 2015 schmolz der Persgletscher jedoch so weit zurück, dass die Verbindung der beiden Gletscherzungen abriss.
Auf der Diavolezza, einem Berggrat zwischen dem Munt Pers und dem Piz Trovat nordöstlich des Persgletschers, steht auf 2973 m die Bergstation der Luftseilbahn Bernina-Diavolezza mit Aussicht auf das Berninamassiv und den Pers- und Morteratschgletscher.

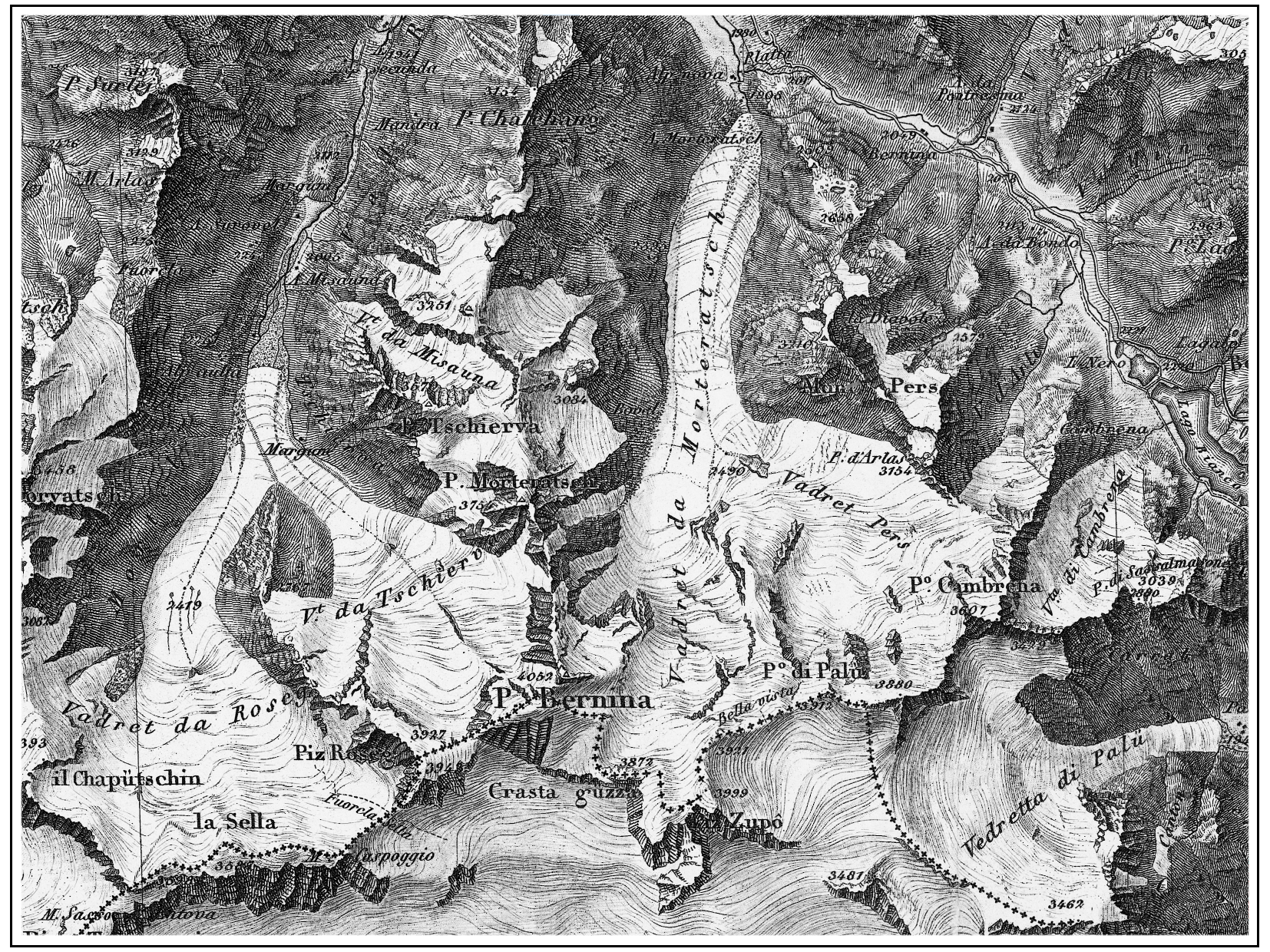
Gletscher der Berninagruppe auf der Dufourkarte von 1866: Roseg-, Tschierva-, Morteratsch-, Pers-, Cambrena- und Palügletscher
Umgebungskarte (Stand 2009): Morteratsch- und Persgletscher; im Zentrum der Karte die Diavolezza
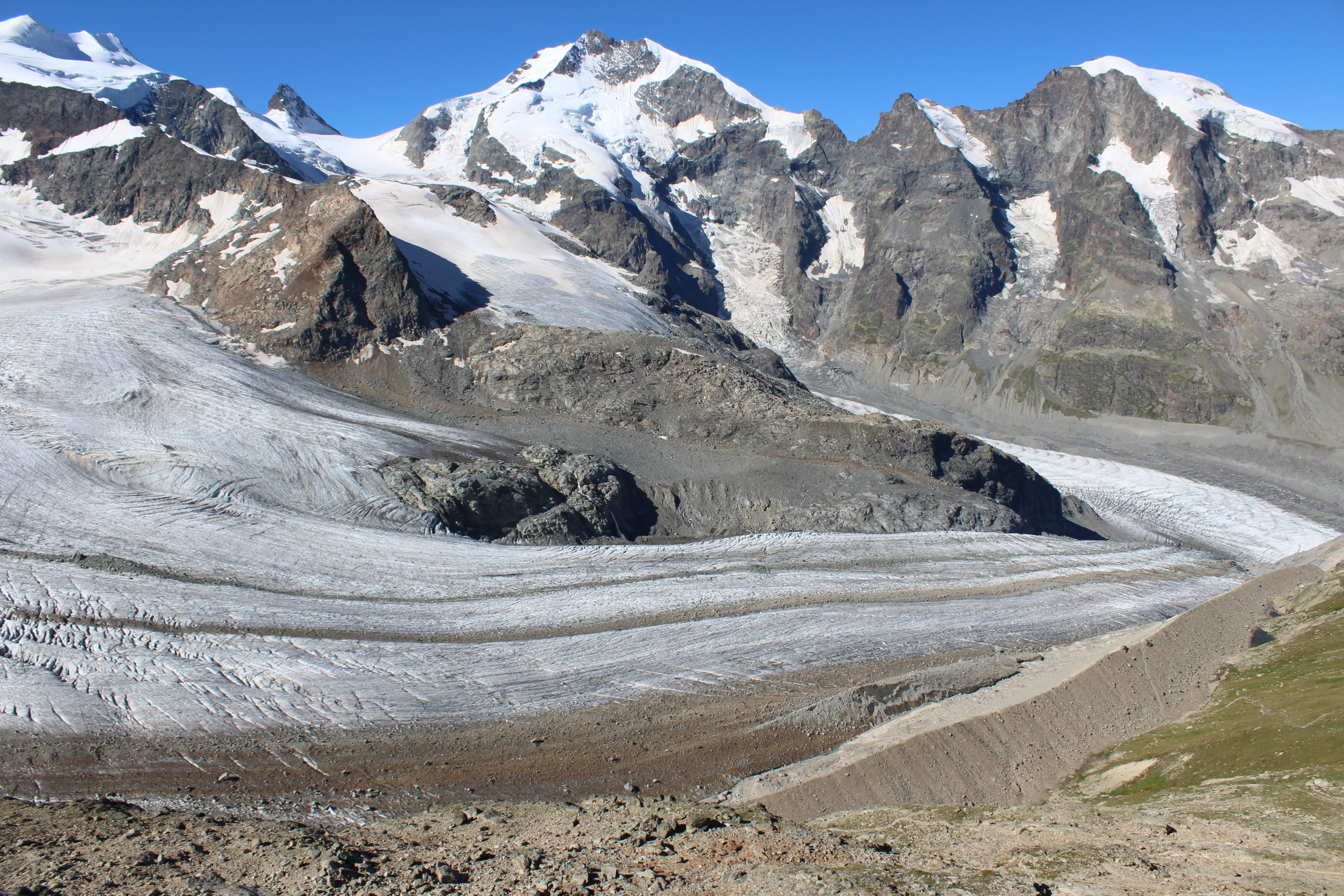
Pers- und Morteratschgletscher von der Diavolezza aus gesehen, mit Piz Bernina (2016)

## Namensherkunft

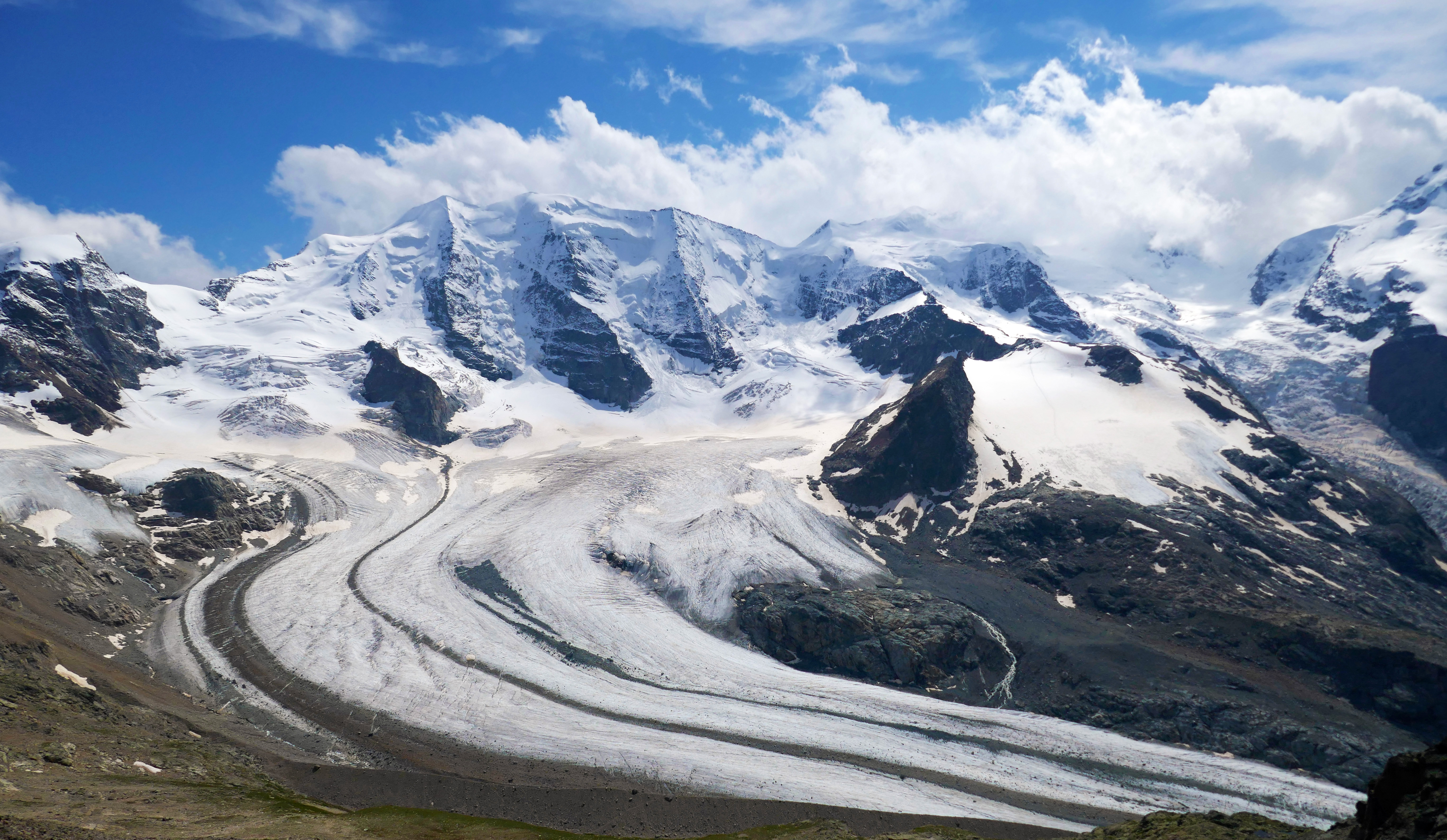
Persgletscher und Piz Palü, von der Diavolezza aus gesehen (2021)

Volksetymologisch wird Pers anhand der Sage Die Jungfrau vom Morteratsch erklärt. Die reiche Bauerntochter Annetta aus Pontresina verliebt sich in Viehhüter Aratsch, ihre Eltern jedoch sind gegen die Beziehung. Die Bedingung des Vaters: Der Senn kriegt die einzige Erbin aus wohlhabendem Haus nur, wenn er Reichtum erlangt. Der Vater setzt durch, dass der Hirt aus dem Bündner Oberland im nächsten Sommer nicht mehr als Hirt auf der Alp arbeiten darf.
Aratsch ging als Soldat ins Ausland und Annetta litt vor Kummer und Sehnsucht. Die Eltern hätten mittlerweile in eine Heirat eingewilligt, doch der Jüngling ist nicht auffindbar. Kurz bevor er nach jahrelangem Fernbleiben als Offizier nach Pontresina zurückkehrt, stirbt Annetta. Daraufhin reitet er zur Alp hinauf und springt samt Pferd in den dahinterliegenden Gletscher. Niemand hat ihn je wiedergesehen.
Der Geist des Mädchens treibt sich daraufhin Nacht für Nacht auf der Alp herum, man hört sie immer wieder klagen: „Mort Aratsch“ (deutsch: Aratsch ist gestorben, siehe: Morteratsch). Doch der zuständige Senn mag die Erscheinung und lässt sie gewähren, denn er merkt, dass die Kühe mehr Milch geben, kaum mehr ein Tier verunglückt und der Rahm fetter ist als vorher.
Sein Nachfolger jedoch verweist den Geist der Annetta von der Alp, worauf ein Gewitter aufzieht und sie einen Fluch ausspricht: «Schmaladida saja quaist’ alp e sia pas-chüra!» (deutsch: Verflucht sei diese Alp samt ihren Weiden). Von da an ist der Segen der Alp dahin, sie muss schon bald verlassen werden. Die Weiden werden immer magerer und der Gletscher rückt aus der Schlucht dahinter zusehends vor und bedeckt die Alp, die Hütte und dazu das ganze Seitental weit gegen den Berg hinauf, der seither Munt Pers (verlorener Berg) heisst.

## Weblinks

Persgletscher, historisches Luftbild von Werner Friedli (1954)